# Philipp Stamma

Titelblatt der Pariser Erstausgabe von Stammas Buch (1737)

Philipp Stamma (* um 1705 in Aleppo, Syrien; † circa Juni oder Juli 1755 in London) war ein syrischer Schachmeister. Er war der Verfasser eines der bekanntesten älteren Schachbücher, des Essai sur le jeu des échecs.

## Biografie
Philipp Stamma war in Aleppo geboren, wie er selbst angab. Sein Vorname wird in den europäischen Sprachen und in schriftlichen Dokumenten unterschiedlich geschrieben („Filippo“, „Phillip“, „Philippe“). Nach neueren Hinweisen soll Stamma ursprünglich Fathalla, Sohn des Safar Shtamma geheißen und einer syrisch-katholischen Notabelnfamilie angehört haben.
Aus seinem Leben sind nur wenige Nachrichten überliefert. Als erwachsener Mann wanderte er nach Europa aus, um sich dort ein Auskommen als Übersetzer und Schachspieler zu verschaffen. Stamma selbst erwähnt im Pariser Vorwort Aufenthalte in Italien und Frankreich. Laut dem (unbekannten) Verfasser der ersten deutschen Übersetzung soll sich Stamma „1730 in Londen[sic], nachgehends aber lange Zeit in Paris aufgehalten“ haben.
Die französische Erstausgabe seines Werkes, die 1737 erschien, widmete Stamma einem Gönner, dem britischen Staatsmann Lord Harrington. Laut den spärlichen Belegen wohnte er danach überwiegend in London. Dort spielte er Schach in „Slaughter's Coffee House“. Außerdem arbeitete er seit Juli 1739 in Diensten von König Georg II. als Übersetzer für orientalische Sprachen.
Stamma trug im Jahr 1747 in London ein Match gegen François-André Danican Philidor aus, das er verlor. Die betreffenden zehn Partien sind nicht erhalten. Philidor soll seinem Gegner stets den Anzug überlassen haben; außerdem wurden Remispartien als für Stamma gewonnen gewertet. Der Überlieferung zufolge gewann Philidor acht Partien, Stamma zwei (davon nach den erwähnten Regeln ein Remis).
Im britischen Nationalarchiv wurde vor einigen Jahren das (am 28. August 1755 eröffnete) Testament Stammas entdeckt. Demnach starb er ungefähr im Juni oder Juli 1755 und hinterließ zwei Söhne.

## Das Schachbuch
Stammas Ruhm gründet auf dem von ihm verfassten Schachbuch, das im Europa des 18. Jahrhunderts in zahlreichen Ausgaben verbreitet war. Die Pariser Erstausgabe umfasste hundert Schachkompositionen. Im Jahr 1745 folgte in London eine verbesserte englische Ausgabe, The Noble Game of Chess, die zusätzlich 74 Spielanfänge enthielt.
Das Werk knüpfte an die in den zwei Jahrhunderten zuvor unterbrochene Tradition der künstlichen Aufgaben an. Die vermittelten „Schachspiel-Geheimnisse“ sollten den Lernenden befähigen, sich auch in der praktischen Partie mit taktischen Mitteln aus schwierigen Situationen befreien zu können. In Stammas Aufgaben, die teilweise älteren Vorbildern entlehnt waren, wurden gewöhnlich Mattdrohungen gegen den weißen König aufgestellt. Diese wurden dann unter Opfern und durch eine Serie von Schachgeboten bis zum Mattschluss abgewehrt (ein typisches Beispiel einer Komposition Stammas findet sich in dem Artikel zur Schachstudie).
Unter den Eröffnungen hob er die Bedeutung des Damengambits hervor. In seinem berühmten Lehrbuch bezeichnete Philidor die Eröffnung nach Stammas Heimatstadt deshalb auch als „Gambit von Aleppo“. Den Gambiteröffnungen im engeren Sinne, bei denen ein Bauer geopfert wird, war Stamma eher abgeneigt. Jedenfalls kritisierte er die Vorliebe seines Vorgängers Gioachino Greco speziell für das Königsgambit: „Niemand spielt das Gambit, sofern er nicht verlieren will oder gegen einen Anfänger spielt.“
Hinsichtlich der Schachliteratur kommt dem syrischen Meister auch aus einem anderen Grund Bedeutung zu. Stamma war der erste Autor, der die algebraische Notation mit Buchstaben und Zahlen anwendete. Der Erfolg seines Buchs hat vor allem in Deutschland zur Popularisierung dieser bis heute gebräuchlichen Notation beigetragen. Die erste deutsche Übersetzung erschien 1754 bei Amand König in Straßburg – und zwar als Anhang zu Philidors Lehrbuch. Der Eröffnungsteil, den Amand König als Tractat vom Gambitspiel gesondert publizierte, fehlt auch in den späteren deutschen Editionen. Moses Hirschel verwendete dann 1784 bei seiner Breslauer Ausgabe Das Schach des Herrn Gioachino Greco Calabrois und die Schachspiel-Geheimnisse des Arabers Philipp Stamma eine verbesserte (ausführliche) algebraische Notation.
Im Jahr 1856 erschien auf Grundlage einer Bearbeitung Ludwig Bledows eine an wissenschaftlichen Kriterien orientierte Ausgabe der „hundert Endspiele“ Stammas.

## Neue Ausgabe des Buches von Philip Stamma
Im November 2015 erschien eine neue Ausgabe des Buches von Philipp Stamma von 1737 in modernisiertem Französisch unter dem Titel Les cent fins de parties de Philippe Stamma.

## Werke
- Philippe Stamma: Essai sur le Jeu des Echecs. Emery, Paris 1737 (Digitalisat).
- Philippe Stamma: Essai sur le Jeu des Echecs. Antoine van Dole, La Haye 1741 (Nachdruck der Erstausgabe; Digitalisat).
- Phillip[sic] Stamma: The Noble Game of Chess. J. Brindley, London 1745 (Digitalisat).
- Des Arabers Philipp Stamma, gebürtig von Aleppo in Syrien, entdeckte Schachspiel-Geheimnisse, verlegt bei Amand König, Straßburg 1754 (angehängt an Philidor: Die Kunst im Schachspiel ein Meister zu werden, ab S. 231).
- Philipp Stamma: Tractat vom Gambitspiel. Straßburg 1754.
- Moses Hirschel: Das Schach des Herrn Gioachino Greco Calabrois und die Schachspiel-Geheimnisse des Arabers Philipp Stamma, Breslau 1784 (Nachdruck Zürich 1979, ISBN 3-283-00014-X).
- Stamma's hundert Endspiele, nach der Ausgabe von 1745 bearbeitet, übersetzt von L. Bledow und O. von Oppen, Veit & Comp, Berlin 1856.
- Stamma on the Game of Chess, T. and J. Allman, Second Edition, London 1819 (vollständige englische Ausgabe, herausgegeben von William Lewis).